# Castelnau-Rivière-Basse
 Castelnau-Rivière-Basse  (en occitano gascón Castèthnau de Ribèra Baisha) es una comuna francesa y población, en la región de Mediodía-Pirineos, departamento de Altos Pirineos, en el distrito de Tarbes. Es el chef-lieu y mayor población del cantón de su nombre.
No está integrada en ninguna Communauté de communes.

## Demografía
Su población en el censo de 1999 era de 667 habitantes.
| 742 | 636 | 699 | 698 | 654 | 661 | 670 | 667 |
| Para los censos de 1962 a 1999 la población legal corresponde a la población sin duplicidades (Fuente: INSEE [Consultar]) |     |     |     |     |     |     |     |